# Mérignac Handball
Mérignac Handball er en fransk håndboldklub, hjemmehørende i Mérignac, Frankrig. Klubben blev etableret i 1960 og ledes af præsidenten Wilhelmine Maury og har franske Philippe Carrara  som cheftræner. Hjemmekampene bliver spillet i Salle Pierre de Coubertin, med plads til 500 tilskuere. Holdet spiller pr. 2020, i Championnat de France de Handball, hvor de i rykkede op fra Division 2 féminine.

## Aktuel trup

### Spillertruppen 2019-20
| Målvogter - 01 Wendy Obein - 17 Amandine Balzinc - 94 Audrey Nganmogne Venstre fløj - 07 Maëva Guillerme - 22 Pauline Dreyer Højre fløj - 27 Julie Sias - 91 Marine Desgrolard - 92 Audrey Deroin Stregspiller - 10 Emma Puleri - 14 Tiphaine Olivar | Venstre back - 05 Enola Grollier - 14 Laurie Puleri - 93 Audrey Bruneau Playmaker - 11 Victoire Nicolas - 21 Dijana Radojević - 88 Stine Svangård Højre back - 06 Nely Carla Alberto - 09 Sanne van Olphen - 73 Laurine Daquin |